# Lukas Graham
Lukas Graham ist eine dänische Musikgruppe aus Kopenhagen. Sie kombiniert die Stilrichtungen Soul, Funk, Hip-Hop und Pop. Von den Bandmitgliedern wird die Stilrichtung zusammenfassend auch „Ghetto-Pop“ genannt.

## Geschichte

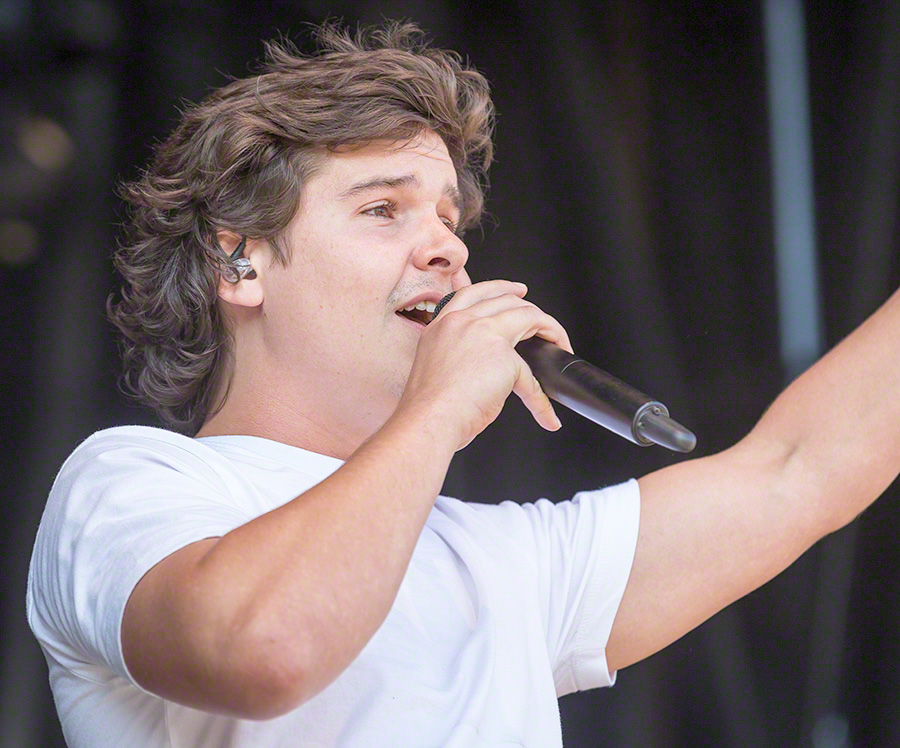
Lukas Forchhammer, 2016

Die Bandmitglieder kommen alle aus Kopenhagen und waren alle zu unterschiedlichen Zeitpunkten auf derselben Schule. Im Jahr 2009 nahmen sie ihre ersten Musikstücke auf. Benannt wurde die Band nach dem Vornamen ihres Frontmanns Lukas Forchhammer und dessen Vaters zweitem Vornamen Graham. Er verbrachte seine Kindheit in der alternativen Wohnsiedlung Christiania. Außerdem war er Mitglied des Kopenhagener Knabenchors und betätigte sich in den 90er Jahren als Schauspieler und Synchronsprecher. Die Karriere der Band startete 2011, als sie auf YouTube zwei in Forchhammers Haus aufgenommene Videos der Songs Criminal Mind und Drunk in the Morning veröffentlichte, die über Facebook weiterverbreitet wurden. Der Sound der Band verbreitete sich im Kopenhagener Untergrund und die Plattenfirma Copenhagen Records, bei der bereits Mads Langer seine ersten Erfolge verbuchte, wurde auf die Gruppe aufmerksam. Im Oktober 2011 wurde die Debütsingle von Lukas Graham, Ordinary Things veröffentlicht, woraufhin 30.000 Konzertkarten für ihre erste Tour verkauft wurden, obwohl zu diesem Zeitpunkt noch kein Album der Band erschienen war.
Das erste Album der Band, welches nach der Band selbst betitelt wurde, erschien in Dänemark im März 2012 und erreichte bereits in der ersten Woche nach Veröffentlichung Goldstatus. Das Album erreichte insgesamt vier Mal Platin in Dänemark. Die Singles Ordinary Things, Drunk in the Morning und Criminal Mind erhielten ebenfalls Platinauszeichnungen. Die Songs des Albums wurden von Lukas Forchhammer, Stefan Forrest, Sebastian Fogh und Brandon Beal geschrieben.
Im November 2012 wurde die Band sieben Mal bei der dänischen Version des Echos, dem Danish Music Award nominiert und erhielt den Preis als „Best Newcomer“.
Der Song „7 Years“ erreichte 2015 den ersten Platz der Musikcharts in Dänemark, Österreich und dem Vereinigten Königreich sowie eine Top-Ten-Platzierung in weiteren europäischen Ländern. Das Lied wurde an Lukas Forchhammers 27. Geburtstag, dem 18. September 2015, von Copenhagen Records als digitaler Download veröffentlicht.

## Stil
Der Musikstil der Band wird als bodenständig beschrieben. Forchhammer selbst gibt dazu an, dass er in der Schule klassische Musik erlernt sowie die alten Platten seines Vaters gehört habe. Darunter befanden sich Tonträger von The Who, den Beatles sowie viel Rock ’n’ Roll, also Musik, die mit realen Instrumenten gespielt wurde und ihn musikalisch inspirierte.

## Diskografie
Studioalben

| Jahr | Titel Musiklabel                                   | Höchstplatzierung, Gesamtwochen, AuszeichnungChartplatzierungen (Jahr, Titel, Musiklabel, Platzierungen, Wochen, Auszeichnungen, Anmerkungen) | Höchstplatzierung, Gesamtwochen, AuszeichnungChartplatzierungen (Jahr, Titel, Musiklabel, Platzierungen, Wochen, Auszeichnungen, Anmerkungen) | Höchstplatzierung, Gesamtwochen, AuszeichnungChartplatzierungen (Jahr, Titel, Musiklabel, Platzierungen, Wochen, Auszeichnungen, Anmerkungen) | Höchstplatzierung, Gesamtwochen, AuszeichnungChartplatzierungen (Jahr, Titel, Musiklabel, Platzierungen, Wochen, Auszeichnungen, Anmerkungen) | Höchstplatzierung, Gesamtwochen, AuszeichnungChartplatzierungen (Jahr, Titel, Musiklabel, Platzierungen, Wochen, Auszeichnungen, Anmerkungen) | Höchstplatzierung, Gesamtwochen, AuszeichnungChartplatzierungen (Jahr, Titel, Musiklabel, Platzierungen, Wochen, Auszeichnungen, Anmerkungen) | Anmerkungen                                                |
| Jahr | Titel Musiklabel                                   | DK | DE | AT | CH | UK | US | Anmerkungen                                                |
| ---- | -------------------------------------------------- | --- | --- | --- | --- | --- | --- | ---------------------------------------------------------- |
| 2012 | Lukas Graham Copenhagen Records (UMG)              | DK1 ×7Siebenfachplatin · (164 Wo.)DK | DE41 (1 Wo.)DE | — | — | — | — | Erstveröffentlichung: 26. März 2012 Verkäufe: + 140.000    |
| 2015 | Lukas Graham (Blue Album) Copenhagen Records (UMG) | DK1 ×1616-fach-Platin · (480 Wo.)DK | DE28 (17 Wo.)DE | AT31 (9 Wo.)AT | CH34 (12 Wo.)CH | UK2 Gold · (20 Wo.)UK | US3 Platin · (43 Wo.)US | Erstveröffentlichung: 17. Juni 2015 Verkäufe: + 550.000    |
| 2018 | 3 (The Purple Album) Copenhagen Records (UMG)      | DK1 ×4Vierfachplatin · (85 Wo.)DK | DE57 (1 Wo.)DE | — | CH85 (1 Wo.)CH | — | US89 (1 Wo.)US | Erstveröffentlichung: 26. Oktober 2018 Verkäufe: + 102.500 |
| 2023 | 4 (The Pink Album) United Stage (UMG)              | DK1 Gold · (8 Wo.)DK | DE56 (1 Wo.)DE | — | — | — | — | Erstveröffentlichung: 20. Januar 2023 Verkäufe: + 10.000   |